# Tiefenbach (Oberpfalz)
Tiefenbach este o comună aflată în districtul Cham, landul Bavaria, Germania.